# فيثاغورية

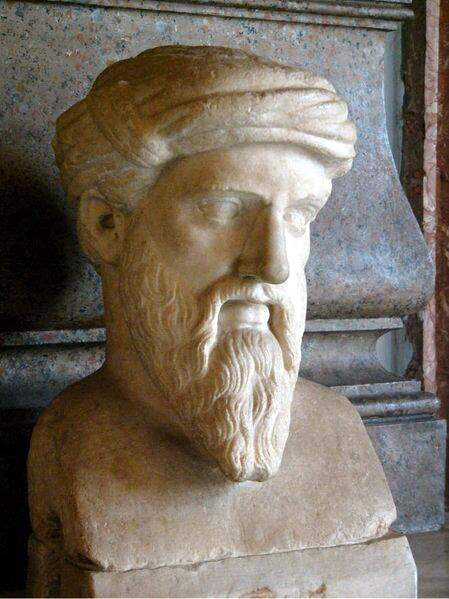
تمثال نصفي لفيثاغورس

الفيثاغورية أو المدرسة الفيثاغورية هي مدرسة فلسفية وأخوية دينية تعتمد تعاليم وفلسفة فيثاغورس وأتباعه والتي قد تكون نشأت في جنوب إيطاليا في القرن السادس ما قبل الميلاد. وصفها البدوي بأنها أكثر من فلسفة «بل كانت إلى جانب هذا، أي الفلسفة، مدرسة دينية اخلاقية على نظام الطرق الفلسفية»  وتم أحياء الفيثاغورية في زمنٍ لاحق فعرفت بالفيثاقورية المحدثة. وكان لهذه الافكار تأثير كبير على الفكر الارسطي والافلاطوني ومن خلالها على الفلسفة الغربية.
وذكر في المعجم الفلسفي ان مذهب فيثاغورس يرد الأشياء إلى العدد، فجوهرها جميعا أعداد وأرقام، والظواهر كلها تعبر عن قيم ونسب رياضية. ودراسة الفيثاغورية تظهر ان له طروحات فلسفية حول العقل والدين والروحانيات بالإضافة للرياضيات.
ويقول جون بورنت (1982) ان مدرسة فيثاغورس تعتبر ان المعرفة العلمية الممنهجة يمكنها وحدها ان تشرح الحقيقة كلها. وتطوير هذا المذهب على ايدي طاليس وأناكسيماندر وأنكسيمانس يدل استمرارية هذه الفكرة كمدرسة فلسفية.

## التاريخ
اشتهر فيثاغورس في العصور القديمة بإنجازاته الرياضية المتمثلة في مبرهنة فيثاغورس. يُنسب إلى فيثاغورس اكتشاف أنه في المثلث قائم الزاوية يكون مربع الوتر مساويًا لمجموع مربعي الضلعين الآخرين. اشتهر فيثاغورس أيضًا في العصور القديمة باكتشافه أن الموسيقي تقوم على أسس رياضية. تروي المصادر القديمة أن فيثاغورس يعد أول فيلسوف اكتشف المسافة الموسيقية، وينسب إليه الفضل في اختراع أحادي الوتر، وهو قضيب مستقيم يمكن استخدام وتر وجسر متحرك عليه لإثبات العلاقة بين المسافة الموسيقية.
تعود العديد من المصادر الباقية عن فيثاغورس إلى أرسطو وفلاسفة المدرسة المشائية التي أسست تقاليد أكاديمية تاريخية كالسيرة والتمجيد وتاريخ العلوم. تخلو المصادر المتبقية من القرن الخامس قبل الميلاد عن فيثاغورس والفيثاغورية من العناصر الخارقة للطبيعة، بينما احتوت المصادر الباقية من القرن الرابع قبل الميلاد على تعاليم فيثاغورس بشأن الأساطير والخرافات. استطاع الفلاسفة الذين ناقشوا الفيثاغورية، كأناكسيماندر وأندرون الأفسسي وهيراكليدس ونيانتيس، الوصول إلى المصادر التاريخية المكتوبة بالإضافة إلى التقليد الشفوي حول الفيثاغورية، والتي بدأت في الانحدار بحلول القرن الرابع قبل الميلاد. واصل فلاسفة الفيثاغورية الحديثة، الذين ألفوا العديد من المصادر التي لا تزال باقية عن الفيثاغورية، تقليد الاعتماد على الأساطير والخيال.

يعد أقدم مصدر باقٍ عن فيثاغورس وأتباعه هو هجاء كتبه كزينوفانيس حول معتقدات فيثاغورس بشأن تناسخ الأرواح. كتب زينوفانيس عن فيثاغورس:
يُقال إنه رأي كلبًا يُضرب في مرة وشعر بالشفقة، فقال:
«توقف، لا تضربه، فإنه روح أحد أصدقائي
تعرفت عليه عندما سمعته ينطق بلسانه».

وُصف فيثاغورس وأتباعه في إحدى القطع الباقية من كتابات هيرقليطس كما يلي:
مارس فيثاغورس، ابن منيسارخوس، الاستقصاء أكثر من أي رجل آخر، وجعله اختياره لهذه الكتابات حكيمًا، أو أكسبه حكمة خاصة به: إنه عالم متعدد المعارف، إلى جانب كونه مخادعًا.
كتب إيون الخيوسي وأمبادوقليس قطعتين أخريتين باقيتين إلى الآن من المصادر القديمة عن الفيثاغورية. وُلد كلاهما في تسعينات القرن الخامس بعد وفاة فيثاغورس. اشتهر فيثاغورس بحلول ذلك الوقت بأنه حكيم، وانتشرت شهرته في جميع أنحاء اليونان. كان فيثاغورس وفقًا لإيون:
تميز بتمتعه بالفضيلة والأدب، وحتى أن روحه وجدت نوعًا من الحياة اللذيذة بعد موته، وحظي بمعرفة فاقت جميع الرجال.
 وصف أمبادوقليس فيثاغورس «بأنه رجل يتمتع بمعرفة فائقة، ومتكمن بشكل خاص من جميع الأعمال الحكيمة، ولديه معرفة هائلة بكل شئ. كتب السفسطائي ألكيداماس أن الإيطاليين كرموا فيثاغورث على نطاق واسع.
يميز العلماء اليوم بين فترتين لفيثاغورس. الفيثاغورية المبكرة منذ القرن السادس حتى القرن الخامس قبل الميلاد، والفيثاغورية المتأخرة منذ القرن الرابع حتى القرن الثالث قبل الميلاد. أصبحت مستعمرة طارنت في إسبرطة في إيطاليا موطنًا للعديد من ممارسي الفيثاغورية، وللفلاسفة الفيثاغورسيين الجدد بعد ذلك. عاش فيثاغورس أيضًا في كروتوني وميتابونتو، ويقع كلاهما ضمن مستعمرات أخيون. عاشت الطوائف الفيثاغورية المبكرة في كروتوني وفي جميع أنحاء ماجنا غراسيا. تبنت تلك الطوائف حياة فكرية صارمة وقواعد صارمة بشأن النظام الغذائي والملابس والسلوك. ارتبطت طقوس الدفن التي اتبعوها بإيمانهم بخلود الروح.
اتسمت الطوائف الفيثاغورسية المبكرة بالانغلاق على نفسها، واُختير الفيثاغورسيون الجدد بناءً على الجدارة والانضباط. تشير المصادر القديمة أن الفيثاغورسيين الأوائل خضعوا لفترة تأهيل مدتها خمس سنوات يستمعون فيها إلى التعاليم (أكوسماتا) في صمت. استطاع المبتدئون من خلال الخضوع لاختبار أن يصبحوا أعضاء في الدائرة الداخلية. كان للفيثاغوريين مع ذلك حق مغادرة المجتمع إذا رغبوا في ذلك. ذكر يامبليخوس 235 من أتباع فيثاغورس بالاسم، من ضمنهم 17 امرأة وصفهم بأنهم «أشهر» ممارسي الفيثاغورية. أصبحت عادة أن يصبح أفراد الأسرة من أتباع فيثاغورس، إذ تطورت الفيثاغورية إلى تقليد فلسفي ينص على قواعد للحياة اليومية، وكان لدى الفيثاغوريين العديد من الأسرار. عُرف منزل فيثاغورس بموقع الألغاز.
ولد فيثاغورس في جزيرة ساموس عام 570 قبل الميلاد تقريبًا، وغادر موطنه عام 530 قبل الميلاد تقريبًا معارضًا لسياسات بوليكراتس. سافر فيثاغورس إلى مصر القديمة وبلاد بابل قبل أن يستقر في كروتوني. أسس فيثاغورس في كروتوني أول مجتمع فيثاغورسي، الذي وُصف بأنه مجتمع سري، وكسب نفوذًا سياسيًا. اكتسبت كروتوني في أوائل القرن الخامس قبل الميلاد أهمية عسكرية واقتصادية كبيرة. أكد فيثاغورس على الاعتدال والتقوى واحترام كبار السن والدولة، ودعا إلى هيكل الأسرة القائم على الزواج الأحادي. عينه مجلس كروتوني في مناصب رسمية. كان فيثاغورس ضمن المسئوليين عن التعليم في المدينة. تذهب الأقاويل إلى أن نفوذه بصفته مصلحًا سياسيًا امتد إلى مستعمرات يونانية أخرى في جنوب إيطاليا وفي صقلية. توفي فيثاغورس بعد وقت قصير من هجوم حريق متعمد على مكان اجتماع الفيثاغوريين في كروتوني.
ترأس سايلون من كروتوني الهجمات ضد فيثاغورس في عام 508 قبل الميلاد تقريبًا. هرب فيثاغورس إلى ميتابونتيوم. واصلت المجتمعات الفيثاغورية في كروتوني وأماكن أخرى الازدهار بعد هذه الهجمات الأولية ووفاة فيثاغورس. شُنت مجموعة من الهجمات على المجتمعات الفيثاغورية عام 450 قبل الميلاد تقريبًا في جميع أنحاء ماجنا غراسيا. أُحرق في كروتوني منزل اعتاد تابعي الفيثاغورية الاجتماع فيه وحرق جميع الفلاسفة الفيثاغوريين أحياءً باستثناء اثنين. تعرضت أماكن اجتماع أتباع فيثاغورس في مدن أخرى للهجوم وقُتل كبار الفلاسفة. وقعت هذه الهجمات في ظل العنف والدمار الذين ساد ماجنا غراسيا. هرب بعض الفلاسفة الفيثاغوريين إلى البر الرئيسي لليونان، بينما أعاد آخرون تجميع صفوفهم في رية قلورية. غادر أغلب الفلاسفة الفيثاغوريين إيطاليا بحلول عام 400 قبل الميلاد تقريبًا. ظل أرخيتاس في إيطاليا، وتشير المصادر القديمة إلى أن أفلاطون زاره هناك في شبابه في أوائل القرن الرابع قبل الميلاد. اندثرت المدارس والمجتمعات الفيثاغورية منذ القرن الرابع قبل الميلاد. تمسك الفلاسفة أتباع فيثاغورس بممارستهم دون تشكيل أي مجتمعات منظمة.
تشير مصادر الفيثاغورية الحديثة أن الفلاسفة نيقوماخس الجرشي وفيلولاوس خلفا فيثاغورس. كان فيلولاوس وفقًا لشيشرون (دي أورات III 34.139) معلمًا لأرخيتاس. تولى أرخيتاس بدوره رئاسة المدرسة الفيثاغورية بعد حوالي قرن من وفاة فيثاغورس وفقًا لفيلسوف الأفلاطونية المحدثة يامبليخوس. منح أرسطكاس فيلولاوس ويوريتوس وزينوفيلوس لقب معلمي الجيل الأخير من الفيثاغوريين.

## المذهب
تدل الدراسات ان فيثاغورس إنشاء مذهبين أو مدرستين فكريتين. تسمى الأولى بـ«ماثيماتيكو» وهي كلمة يونانية (μαθηματικοί) تعني «معلمون». والثانية تسمى «اكوسماتيكو» (ἀκουσματικοί) وتعني «مستمعون». الكل يعترف ان الماثيماتيكو هي افكار فيثاغورية، لكن هناك من يشكك بدوره في النظرة الاكوسماتيكية ويردها للفيلسوف هيباسيوس.

### المعلمون
اعتبر المعلمون الفيثاغوريون (ماثيماتكوي) انهم هم أتباعُ الفيثاغوريةِ الحقِّ فركزوا اهتمامهم على تطوير مباديء الرياضيات والعلوم التي بدآها فيثاغوراس.

### الارقام
مر فيثاقوروس بمراحل فكرية عديدة، من دراسة الفيزياء والماورائيات، لفهم اصل الكون والقوانين التي تتحكم به. انتهى به المطاف إلى الاعتقاد إلى ان الاعداد هي علة الكون وهي الطريق الصحيح لفهمه. وان الارقام وعلاقاتها تفسر اساسيات المعرفة. طوّر فيلولاوس هذا المعتقد ليصل ان الرقم واحد هو اساس كل الاعداد لأنه مفرد ومزدوج بنفس الوقت وعليه، فإنه علة كل الاشياء. وسموا هذا الواحد بالله. ولتفسير «الكل»، رجع الفيثوغاريون إلى فكرة العدد المحدود والاعداد اللانهائية وان دمج المحدود باللانهائي يولد كل الكون من زمن وفضاء وحركة. ومن دون هذه الخاصية يصبح الكون غير مفهوم. كما ربطوا المحدود بالمفرد واللامحدود بالمزدوج.

### المستمعون
لا يوجد العديد من المعلومات حول «المستمعون» (اكوسماتيكو) الا ما ذكره يامبليخوس بآنهم ركزوا اعمالهم على الافكار الدينية والشعائر.

### الشعائر
يذكر سميث (1870) ان التقاليد الفيثاغورية تأثرت بتقاليد عصره وخاصة الاوركية والمصرية. فعرف عنهم امتناعهم عن تناول اللحوم وارتداء اللباس الابيض من الكتان. كما كانوا يمتنعون عن الملذات الجسدية. كما اعتمدوا الموسيقى والشعر كاسلوب شعائري لترقية النفس.

## الفلسفة الفيثاغورية
بحسب مايسون، كان للفيثوغوريين كتابين. تناول الكتاب الأول الوجود والكون وكيفية عملهم ونشؤهم. وتناول الكتاب الثاني طبيعة الارقام وعلاقاتهم بالكون. وهناك دلالات على علاقة فيثاغوروس بوضع اسس الارقام وعلاقتها بالكون. لكن لا يمكن الجزم بمصدر فلسفتهم حول المادة ومصدرها. وسبب الضباع بمصادر الفلسفة هو ان لم يدون فيثاغروس أي من افكاره لكنها كتبت بعد فترة طويلة من مماته ما يجعل رد الامور له صعب ومشكوك به. ويعد كتابات فيلولاس من ادق المعلومات اذ انه عاش بحياة فيثوغوريس الا انه لم يمكن التأكد من ان المكتوب هو كلام فيثوغورس الحرفي ام تأويل لفيلولاس.
اعتقد الفيثوغاريين انه لا يمكن للامحدود ان يآخذ شكلا الا بواسطة المحدود. وان الفراغ موجود وهو يصل للسماء من التنفس اللامحدود وان الفراغ هو من يحدد ماهية الاشياء وهذا ما يدل عليه الاعداد. ومثل سلسلة الاعداد التي يفصل الفراغ بين عدد واخر، فالكون هو سلسلة من الاشياء يفصل بينها الفراغ. لذلك الرياضيات والكون هما تعبيرين لنفس الشيء يحكمهما التجانس.